# PGM-17 Thor
El PGM-17A Thor fue el primer misil balístico operativo de la Fuerza Aérea de los Estados Unidos (USAF). Lleva el nombre del dios nórdico del trueno Thor. Fue desplegado en el Reino Unido entre 1959 y septiembre de 1963 como misil balístico de alcance intermedio (IRBM) con ojivas termonucleares. Thor medía 20 m (65 pies) de altura y 2,4 m (8 pies) de diámetro.
La primera generación de misiles Thor se puso en servicio rápidamente y los errores de diseño dieron como resultado una tasa de fracaso en el lanzamiento del 24%. El misil Júpiter competidor tuvo más uso, pero ambos fueron rápidamente eclipsados por el programa ICBM de largo alcance de la Fuerza Aérea, que podía dispararse desde suelo estadounidense. En 1959, con el cohete Atlas en camino a su estado operativo, los programas Thor y Júpiter quedaron obsoletos como vehículos de reparto, pero continuaron construyéndose y desplegándose hasta 1963 por razones políticas y para mantener el empleo en la industria aeroespacial.
El legado duradero del misil continuó cuando las familias de vehículos de lanzamiento espacial Thor y más tarde Delta utilizaron propulsores derivados del misil Thor inicial, y continuó hasta el siglo XXI.